# Риций, Пауль
Пауль Риций (1470—1541) родился в Германии. Доктор медицины и профессор философии в университете Павии.
Служил врачом и личным советником императора Максимилиана I, а также личным воспитателем эрцгерцога Фердинанда I, будущего императора Фердинанда I. В 1530 году пожалован в дворянство.
Раскрывал основы христианской каббалы, что послужило началом широкого использования этого метода в оккультизме и духовных практиках в Европе.
В книге «Введение в теорию каббалы» Риций пишет:

Каббалой называется способность выведения всех Божественных и человеческих тайн из Закона Моисея.

Дословный смысл Писания подчиняется условиям времени и пространства. Аллегорический и каббалистический — остается на века, без временных и пространственных ограничений.

## Труды
- 1507 — Compendium quo … apostolicam veritatem: Ratione, Prophetice, Talmudistice, cabbalistice … confirmat, Pavia,
- 1511 — In Apostolorum Simbolvm … oratoris philosophi et theologi ocvlatissimi a priori demonstratiuus dialogus;
- 1514 — Philosophica ac talmvdistica pro christiana veritate tuenda … disputatio, Augsburg;
- 1515 — De Novem Doctrinam Dorinibus: Et totius Perypatetici Dogmatis nexu compendum, conclusiones atque oratio, Augsburg;
- 1515 — In Cabalistarum sev Allegorizantivm Eruditionem Isagogae, ebd., in: Ders., De sexcentum et tredecim Mosaicae sanctionis edictis; (Übers. aus d. Hebr.) Joseph Gecatilija, Porta Lucis Haec est porta Tetragrammaton, 2. Auflage Augsburg
- 1519 — Apologetica ad Eckiana responsio, Augsburg;
- 1519 — In Psalmum Beatus uir Commentariolum, Augsburg;
- 1519 — De Anima Coeli Compendium. Responsio ad interrogationes de nomine Tetragrammaton, Augsburg.;
- 1519 — Lepida et litere undique concinna in psalmum beatus vir meditatio. Concisa et archanna de modo orandi in nomine tetragrammaton responsio, Augsburg;
- 1520 — Talmudica nouissime in latina versa periocunda commentariolo. Naturalia et prophetica de anima coeli omni attentione digna aduersus Eckium examina…,Augsburg.;
- 1523 — Serenissimi et inuicti principis Ferdinandi, protho-physici, apologetica, et spirituali eruditione plena, ad pontificem Maximum in allegorizantium dogma. Oratio, Nürnberg, 2. Auflage Augsburg 1525;
- 1529 — Oratio ad Principes, Magistratus, Populos Germaniae in Spirensi conventu, Speyer und Wien, 2. Auflage Augsburg
- 1532 — Statera Prvdentvm … Christo Nazareno regni coelorum Duci, Tribunis, ante signanis, et cohortibus crucis compendiarum, et omni attentione dignum hoc P.R. opus desudat, Augsburg und Regensburg.